# Kobresia tibetica
Kobresia tibetica är en halvgräsart som beskrevs av Carl Maximowicz. Kobresia tibetica ingår i släktet sävstarrar, och familjen halvgräs. Inga underarter finns listade i Catalogue of Life.